# Skelton
Skelton ist ein Ort in der englischen Grafschaft Cumbria, acht Kilometer nordwestlich von Penrith.

## Sendeanlage

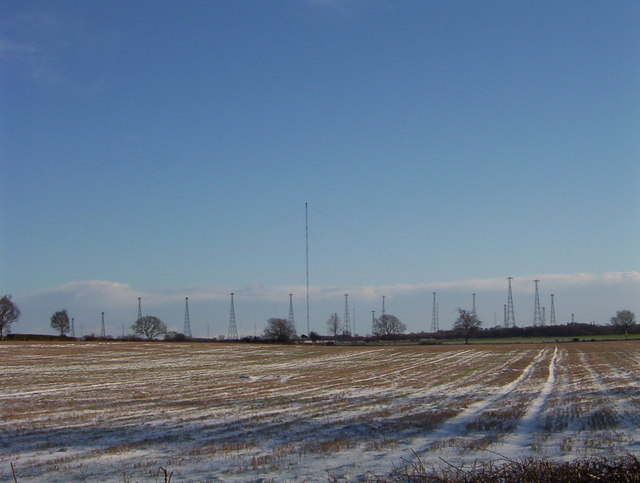
Sendeanlage

In der Nähe von Skelton befindet sich seit 1943 eine große Sendeanlage für Kurz- und Längstwelle.

## Sehenswürdigkeiten
Zu Skelton gehört Hutton-in-the-Forest Hall, ein Schloss, dessen Wurzeln in einem Pele tower des 14. Jahrhunderts liegen.

## Persönlichkeiten
- John Robert Francis „Frank“ Wild (1873–1939), britischer Polarforscher.